# Wilmore (Kansas)
Wilmore város az Amerikai Egyesült Államok Kansas államában, Comanche megyében. Lakosainak száma 37 fő (2020. április 1.).

## Népesség
A település népességének változása:

| 2010 | 53 |
| 2020 | 37 |